# حركة التكامل الشعبي
حركة التكامل الشعبية (بالإسبانية: Movimiento Integración Popular) هو حزب سياسي محافظ في كولومبيا. في الانتخابات التشريعية التي أجريت في 10 مارس 2002، فاز الحزب كواحد من العديد من الأحزاب الصغيرة بالتمثيل البرلماني.